# ステファン・ベルナディス
ステファン・ベルナディス（Stéphane Bernadis, 1974年2月23日 - ）は、フランス出身の男性フィギュアスケート選手。1998年長野オリンピックペアフランス代表。2000年世界選手権3位。パートナーはサラ・アビトボル。

## 経歴
ブローニュ＝ビヤンクールに生まれ、8歳のころにスケートをはじめた。1992年よりサラ・アビトボルとペアを結成し、1992-1993年シーズンの世界ジュニア選手権に出場し、11位。同シーズンにはシニアクラスの欧州選手権および世界選手権へも出場を果たし、欧州選手権では14位、世界選手権では19位に終わる。翌1993-1994年シーズンにはフランス選手権で優勝したものの、国際大会では表彰台に上ることもなかった。
1995-1996年シーズンよりISUグランプリシリーズへの参戦を果たした。ISUグランプリシリーズでは表彰台に上ることはなかったが、スケートイスラエルで優勝、1996年欧州選手権で3位となり頭角を現す。1998年長野オリンピックでは6位入賞を果たした。
長野オリンピック後の1998-1999年シーズン、ラリック杯でISUグランプリシリーズ初優勝を飾り、翌1999-2000年シーズンにはラリック杯で優勝、スケートアメリカとNHK杯で2位となり、2度目の進出となったグランプリファイナルで2位となる。地元フランスのニースで行われた2000年世界選手権では、ショートプログラムで4位となったもののフリースケーティングで逆転し、総合3位となりフランス選手としては1932年のアンドレ・ブリュネ&ピエール・ブリュネ以来68年ぶりのメダルを獲得した。しかし、翌2001年世界選手権は途中棄権し、ソルトレイクシティオリンピック出場枠を得ることが出来なかった。
2001-2002年シーズン、オリンピック予選会に指定されたゴールデンスピンで優勝し、ソルトレイクシティオリンピック出場枠を獲得。2002年欧州選手権では自己最高位の2位となる。メダルが期待されたソルトレイクシティオリンピックであったが、オリンピック直前にパートナーのアビトボルがアキレス腱を断裂し、欠場。翌2002-2003年シーズンをもって引退。

## 主な戦績
| 大会/年            | 92-93 | 93-94 | 94-95 | 95-96 | 96-97 | 97-98 | 98-99 | 99-00 | 00-01 | 01-02 | 02-03 |
| ------------------ | ----- | ----- | ----- | ----- | ----- | ----- | ----- | ----- | ----- | ----- | ----- |
| オリンピック       |       |       |       |       |       | 6     |       |       |       |       |       |
| 世界選手権         | 19    |       | 9     | 11    | 7     | 8     | 5     | 3     | 棄権  |       | 12    |
| 欧州選手権         | 14    | 15    | 7     | 3     | 4     | 3     | 3     | 3     | 3     | 2     | 2     |
| フランス選手権     | 2     | 1     | 1     | 1     | 1     | 1     | 1     | 1     | 1     | 1     | 1     |
| GPファイナル       |       |       |       |       |       |       | 4     | 2     | 5     | 6     |       |
| GPスケートアメリカ |       |       |       |       |       |       | 6     | 2     |       |       |       |
| GPスケートカナダ   |       |       |       |       | 5     | 3     |       |       |       |       |       |
| GPラリック杯       |       |       |       | 7     | 4     | 5     | 1     | 1     | 4     | 3     | 2     |
| GPロシア杯         |       |       |       |       |       |       |       |       |       | 3     |       |
| GPスパルカッセン杯 |       |       |       | 9     |       |       |       |       | 1     |       |       |
| GPNHK杯            |       |       |       |       |       |       |       | 2     | 2     |       |       |
| ゴールデンスピン   |       |       |       |       |       |       |       |       |       | 1     |       |
| スケートイスラエル |       |       |       | 1     |       |       |       |       |       |       |       |
| 世界Jr.選手権      | 11    |       |       |       |       |       |       |       |       |       |       |

### 詳細
| 2002-2003 シーズン    |                                                      |    |    |      |
| 開催日                | 大会名                                               | SP | FS | 結果 |
| 2003年3月24日 - 30日  | 2003年世界フィギュアスケート選手権（ワシントンD.C.） | 9  | 13 | 12   |
| 2003年1月20日 - 26日  | 2003年ヨーロッパフィギュアスケート選手権（マルメ）   | 3  | 2  | 2    |
| 2002年11月14日 - 17日 | ISUグランプリシリーズ ラリック杯（パリ）             | 2  | 2  | 2    |